# Ван Эмден, Йос
Йос ван Эмден (нидерл. Jos van Emden, род. 18 февраля 1985 года в Схидаме, Нидерланды) — нидерландский профессиональный шоссейный велогонщик, выступающий за команду Мирового тура «Jumbo-Visma». Чемпион Нидерландов 2010 года в индивидуальной гонке.

## Карьера
Родившись в Схидаме, Ван Эмден начал выступления в 2005 году, до этого также занимаясь футболом. Уже в следующем году он стал победителем общего зачете двух многодневок, выиграл четыре этапа и занял 7-е место в групповой гонке на Чемпионате мира среди андеров. В следующем году он одержал свою первую профессиональную победу, победив на Туре Мюнстера.
В 2009 Йос принял участие в своем первом гранд-туре — Джиро д’Италия. Через год ему удалось взять две победы на разделках за одну неделю, выиграв прологи на Дельта Туре Зеландии и Стер ЗЛМ Тур. В 2010 году он стал чемпионом Нидерландов в индивидуальной гонке.
В 2014 году ван Эмден запомнился многим, сделав предложение своей девушке, остановившись прямо во время разделки на Джиро д'Италия. После того, как она согласилась, он финишировал лишь с 120-м результатом из 156-и.
В мае 2015 года голландец стал вторым в разделке на Туре Калифорнии, после того как его врямя на 15 сек. побил словак Петер Саган. Через два месяца он впервые принял участие на Тур де Франс. На первом этапе — прологе-разделке, которая проходила на его родине в Нидерландах, ван Эмден показал 5-е время (при участии большинства сильнейших раздельщиков мира). Позже он выиграл раздельный старт на родном Энеко Туре, после чего некоторое время был лидером общего зачета.
В 2016 году ван Эмден стал третьим в генеральной классификации Стер ЗЛМ Тура и 5-м — Энеко Тура. На первой гонке он также праздновал победу на разделке. На Чемпионате Нидерландов в индивидуальной гонке он стал вторым, а на Чемпионате мира — 8-м.
В начале сезона 2017 голландец победил на однодневке Три дня Западной Фландрии (категория 2.1). В мае он шестой раз в карьере стартовал на Джиро д'Италия и одержал свою самую значимую на этот момент победу в карьере, выиграв заключительный 21-й этап — раздельный старт в Милане, опередив на 15 сек. своего соотечественника Тома Дюмулена, который стал первым голландцем, победившим в общем зачете Джиро.

## Достижения
2006
1-й  Росериттет
1-й Этап 1
1-й  Триптик дес Барраж
1-й Этап 2
1-й Пролог & Этап 1 Гран-при Вильгельма Телля
3-й Тур Нормандии
1-й Этап 4
3-й Тур Оверэйссела
1-й Этап 1 Тур Луара и Шера
5-й Омлоп ван хет Ваасланд
6-й Тур Северной Голландии
2007
1-й Тур Мюнстера
1-й Пролог Тур Эльзаса
2-й  Чемпионат Нидерландов U23 в индивид. гонке
2008
8-й Тур Нормандии
1-й Этап 87
1-й Этап 5 Вуэльта Леона
1-й Этап 1 Рона — Альпы Изер Тур
5-й Тур Олимпии
5-й Тур Дренте
7-й Триптик де Мон
8-й Халле — Ингойгем
9-й Петли Майена
2009
8-й Чемпионат Фландрии
10-й Тур Саксонии
2010
1-й  Чемпионат Нидерландов в индивид. гонке
1-й Пролог Стер Электротур
2-й Тур Зеландии
1-й  Молодежная классификация
1-й Пролог
2-й Хел ван хет Мергелланд
2011
1-й Стадспрейс Герардсберген
3-й Тур Зеландии
1-й Пролог
5-й Энеко Тур
2013
1-й Тур Мюнстера
4-й Тур Хайнаня
2014
3-й  Чемпионат Нидерландов в индивид. гонке
3-й Классика Арнем — Венендал
9-й Стер ЗЛМ Тур
10-й Париж — Тур
2015
3-й  Чемпионат Нидерландов в индивид. гонке
1-й Этап 4 (ИГ) Энеко Тур
6-й Тур Пуату-Шаранты
2016
3-й Стер ЗЛМ Тур
1-й Этап 1 (ИГ)
2-й  Чемпионат Нидерландов в индивид. гонке
5-й Энеко Тур
8-й Чемпионат мира в индивид. гонке
2017
1-й Три дня Западной Фландрии
1-й на этапе 21 (ИГ) Джиро д’Италия
5-й Чемпионат Европы в индивид. гонке
6-й Тур Британии
8-й Ле-Самен

## Статистика выступлений

### Национальный чемпионат
| Соревнование          | Соревнование | 2008 | 2009 | 2010 | 2011 | 2012 | 2013 | 2014 | 2015 | 2016 | 2017 |
| --------------------- | ------------ | ---- | ---- | ---- | ---- | ---- | ---- | ---- | ---- | ---- | ---- |
| Чемпионат Нидерландов | ГГ           | 25   | —    | 49   | 43   | —    | DNF  | DNF  | 50   | 40   | 50   |
| Чемпионат Нидерландов | ИГ           | 8    | 7    | 1    | 9    | —    | 18   | 3    | 3    | 2    | 4    |

### Гранд-туры
| Гонка           | 2009 | 2010 | 2011 | 2012 | 2013 | 2014 | 2015 | 2016 | 2017 |
| --------------- | ---- | ---- | ---- | ---- | ---- | ---- | ---- | ---- | ---- |
| Джиро д'Италия  | 166  | 116  | 159  | —    | —    | 107  | —    | 120  | 117  |
| Тур де Франс    | —    | —    | —    | —    | —    | —    | 121  | —    | НФ   |
| Вуэльта Испании | —    | —    | —    | —    | —    | —    | —    | НФ   | —    |

| —  | Не участвовал  |
| НФ | Не финишировал |